# (35014) 1981 EX5
1981 EX5 (asteroide 35014) é um asteroide da cintura principal. Possui uma excentricidade de 0.09666680 e uma inclinação de 10.03163º.
Este asteroide foi descoberto no dia 7 de março de 1981 por Schelte J. Bus em Siding Spring.